# Academia de Futebol
Academia de Futebol foi a alcunha concedida por toda a imprensa brasileira e por torcedores de diversos times à equipe do Palmeiras, inicialmente nos anos 60, e, depois, nos anos 70 ("Segunda Academia"), em virtude do futebol jogado com extrema classe e técnica pelos esportistas do time paulistano.
Entre os principais protagonistas, em duas fases distintas e consecutivas, a Academia contou com grandes craques do futebol, como Ademir da Guia, considerado o grande maestro das equipes, além de Dudu, Julinho Botelho, Djalma Santos, Servílio, Tupãzinho, Luís Pereira, Leivinha, César e Leão.

## História

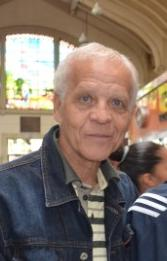
Ademir da Guia

Alegava-se que assistir a um jogo do Palmeiras era ter o prazer de presenciar uma verdadeira "aula de futebol". Este fato levava torcedores dos mais diversos clubes a assistir os jogos da Academia.
Com um elenco repleto de jogadores renomados do futebol nacional que tiveram passagem pela Seleção Brasileira, os times da era da Academia eram dos poucos que conseguiam derrotar o Santos de Pelé, considerado uma das maiores equipes de futebol de todos os tempos.
Além do grande número de campeonatos estaduais, nacionais e internacionais conquistados, o momento mais marcante do período da Academia de Futebol aconteceu em 1965, quando a equipe inteira do Palmeiras - do técnico ao massagista, do goleiro ao ponta-esquerda, incluindo os reservas - representou a Seleção Brasileira em um amistoso contra a seleção do Uruguai que fez parte dos festejos de inauguração do Estádio Magalhães Pinto, o "Mineirão". A partida foi realizada no dia 7 de setembro (data da independência brasileira), e o Palmeiras derrotou o Uruguai por 3 a 0. Pela primeira vez, um único clube representava a Seleção Brasileira em toda a história do futebol nacional.

## Grandes Nomes da Academia

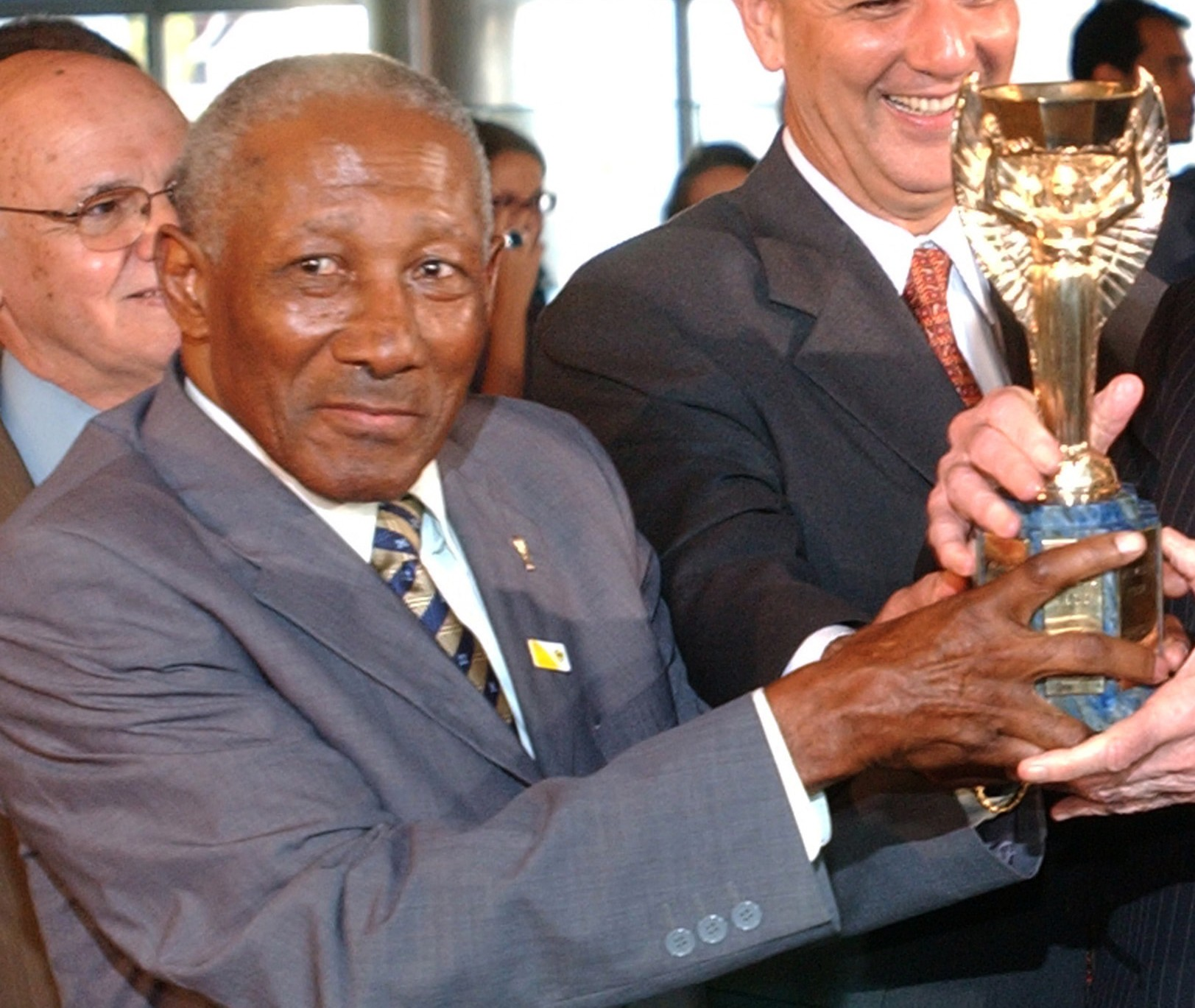
Djalma Santos

## Títulos Oficiais da Academia

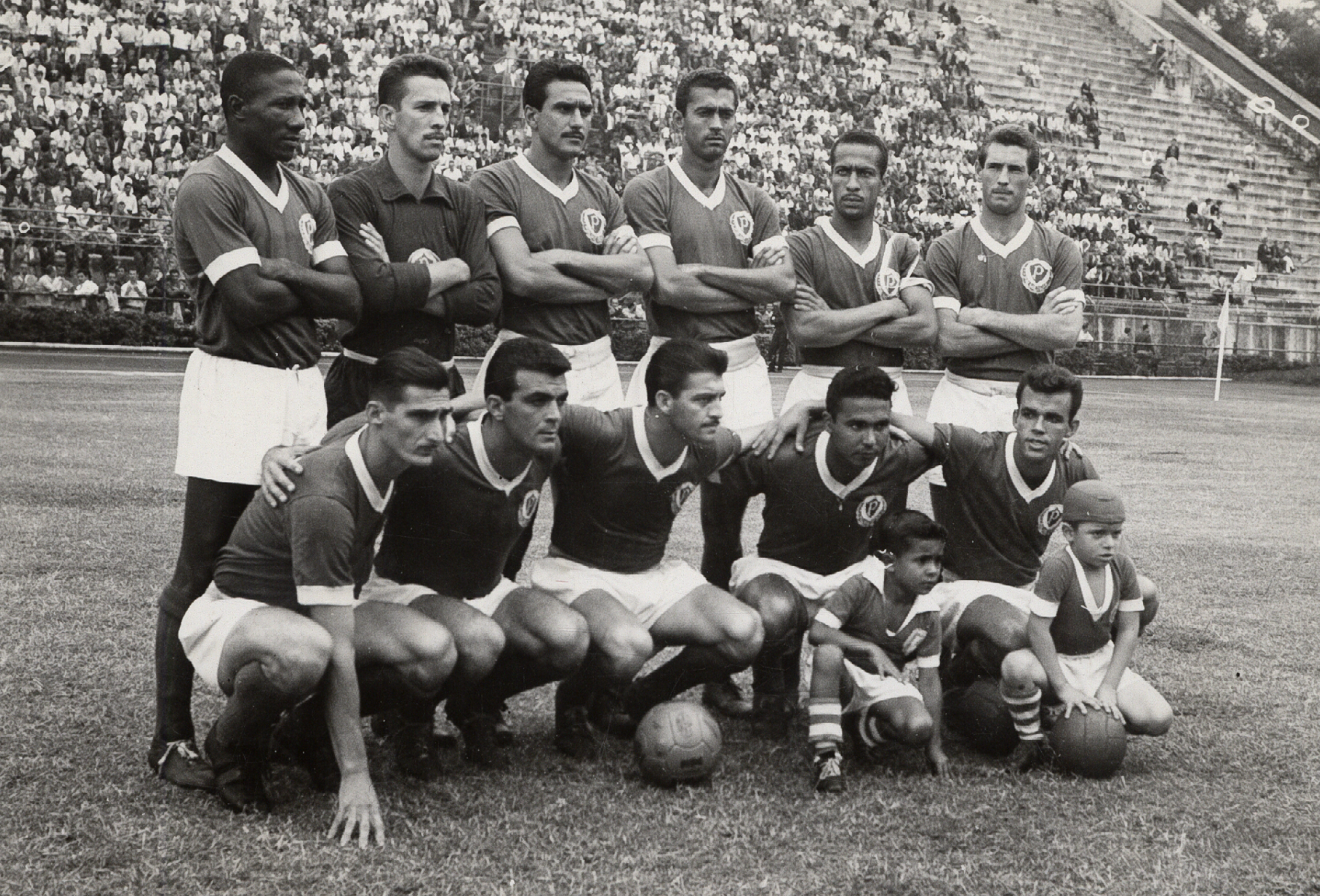
Time do Palmeiras de 1960.

Nacionais
 Campeonato Brasileiro:  6 
(1960, 1967, 1967, 1969, 1972, 1973)
Regionais
  Torneio Rio-São Paulo: 1
(1965)
Estaduais
Campeonato Paulista: 5
(1959,1963, 1966, 1972, 1974)

## A Eterna Academia

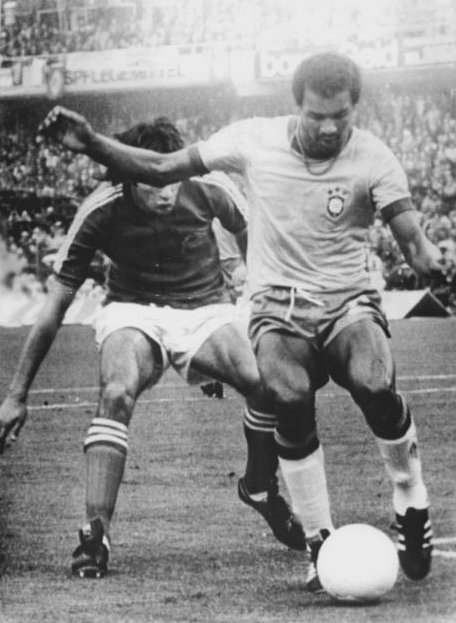
Luís Pereira, pela Seleção Brasileira na Copa de 1974

Até hoje, os grandes times do Palmeiras continuam denominados Academias de Futebol: além da original Primeira Academia (na década de 1960), houve também a Segunda Academia (na década de 1970). Modernamente, a "era Parmalat" também é comumente chamada de Terceira Academia (década de 1990). Dessa forma, outra alcunha também surgiu e se difunde pelos meios do esporte: a Eterna Academia.
Mais recentemente, já no Século XXI, o Palmeiras comandado pelo técnico Abel Ferreira chegou a ser aclamado como a "Terceira Academia" pela hegemonia de títulos conquistados por um time cuja base foi mantida durante cinco anos e segue até o momento. Desde que Abel chegou ao alviverde, foram 10 títulos conquistados, entre eles duas Copas Libertadores da América, uma Recopa Sul-Americana, dois Campeonatos Brasileiros, 1 Copa do Brasil 1 Supercopa Rei, e três Campeonatos Paulistas.
A alcunha palestrina de Academia de Futebol acabou inspirando outros clubes posteriormente, ao denominar algumas grandes equipes que tiveram. Um dos exemplos foi o Inter de Porto Alegre, onde 15 anos depois da Academia de Futebol, um jornalista gaúcho denominou o time colorado dos anos 70 de Academia do Povo, pois se os paulistas eram exemplo de como jogar o perfeito futebol, eles demonstravam como jogar com alegria. No entanto, devido à força já propagada à alcunha de Academia ao Palmeiras, os demais clubes não tiveram grande repercussão nacional ao tentar usá-la, reservando-se ao nicho local.

## Publicações sobre a Academia
Livros que retratam o período da Academia do Palmeiras:
- DUARTE, Orlando - O alviverde imponente. São Paulo: Companhia Editora Nacional, 2008.
- HELENA JÚNIOR, Alberto - Palmeiras, a eterna Academia - 2ª Edição. São Paulo: DBA, 2003.
- MAZZIERO DE SOUZA, Kleber - Divino: a vida e a arte de Ademir da Guia. Rio de Janeiro: Editora Gryphus, 2001.
- TREVISAN, Márcio e BORELLI, Hélvio - Mário Travaglini, da Academia à Democracia. São Paulo: HBG Editora, 2008.
- UNZELTE, Celso Dario e VENDITTI, Mário Sérgio - Almanaque do Palmeiras. São Paulo: Editora Abril, 2004.